# Trivodiți, Plovdiv
Trivodiți (în bulgară Триводици) este un sat în comuna Stamboliiski, regiunea Plovdiv,  Bulgaria. 

## Demografie
Componența etnică a satului Trivodiți
     Bulgari (56,3%)
     Romi (42,15%)
     Nicio identificare (0,8%)
     Altele (0,73%)
La recensământul din 2011, populația satului Trivodiți era de 1.364 locuitori. Din punct de vedere etnic, majoritatea locuitorilor (56,3%) erau bulgari, cu o minoritate de romi (42,15%). Pentru 0,8% din locuitori nu este cunoscută apartenența etnică.